# Городновское
Городновское или Городно — озеро в Пожеревицкой волости Дедовичского района Псковской области. Расположено на Судомской возвышенности.
Площадь — 3,1 км² (307,4 га, с 1 островом (1,6 га) — 309,0 га). Площадь водосборного бассейна — 78,5 км². Максимальная глубина — 11,0 м, средняя глубина — 4,7 м.
На берегу озера расположены деревни: Городно, Кривково и Тимонино, рядом с северо-запада примыкает деревня Горушка, находящаяся на берегу небольшого искусственного (Горушенского) озера, соединяющегося с Городновским.
Проточное. Относится к бассейну реки Уза, притока Шелони.
Тип озера лещево-уклейный. Массовые виды рыб: лещ, щука, окунь, плотва, уклея, снеток, красноперка, густера, ерш, карась, линь, налим, щиповка, вьюн, язь, голец, пескарь, бычок-подкаменщик; раки (единично).
Для озера характерны: крутые и низкие берега, у втока — заболоченные, в прибрежье — леса, поля, луга; в профундали — ил, заиленный песок, в литорали — песок, глина, камни, заиленный песок, есть песчанокаменистые нальи, коряги.